# Episodi de La complicata vita di Christine (terza stagione)
La terza stagione della serie televisiva La complicata vita di Christine è stata trasmessa negli USA da CBS a partire dal 4 febbraio 2008, mentre in Italia è andata in onda su Rai 2 a partire dal 12 luglio 2009.
Gli episodi 8 e 10 sono andati in onda per la prima volta sul canale digitale terrestre a pagamento Mya. L'episodio 10 è poi andato in onda anche su Rai 2 sabato 17 ottobre 2009 alle 18.10; in questo modo Rai 2 ha saltato la messa in onda dell'ottavo episodio.
| nº | Titolo originale                | Titolo italiano           | Prima TV USA     | Prima TV Italia  |
| -- | ------------------------------- | ------------------------- | ---------------- | ---------------- |
| 1  | The Big Bang                    | Il Big Bang               | 4 febbraio 2008  | 12 luglio 2009   |
| 2  | Beauty is Only Spanx Deep       | Questione di lifting      | 11 febbraio 2008 | 18 luglio 2009   |
| 3  | Popular                         | Il coro delle campanelle  | 18 febbraio 2008 | 19 luglio 2009   |
| 4  | Traffic                         | Maledetto traffico        | 25 febbraio 2008 | 25 luglio 2009   |
| 5  | Between a Rock and a Hard Place | Un'ardua scalata          | 3 marzo 2008     | 26 luglio 2009   |
| 6  | New Adventures of Old Christine | Gli opposti si attraggono | 10 marzo 2008    | 8 agosto 2009    |
| 7  | House                           | La casa dei sogni         | 10 marzo 2008    | 29 agosto 2009   |
| 8  | Burning Down the House (1)      | Oggetti smarriti (1)      | 17 marzo 2008    | 14 ottobre 2009* |
| 9  | The Happy Couple (2)            | La coppia felice (2)      | 24 marzo 2008    | 30 agosto 2009   |
| 10 | One and a Half Men              | Il corso di bon ton       | 31 marzo 2008    | 16 ottobre 2009* |